# Adonisea cardui
Adonisea cardui là một loài bướm đêm trong họ Noctuidae.